# アッシパルマンティエ
アッシ・パルマンティエ（フランス語: Hachis parmentier, フランス語発音: [aʃi paʁmɑ̃tje]）は、牛肉の挽肉をマッシュポテトで覆ったグラタン。挽肉は牛肉を用いることが決まりである。
日本語のカタカナ表記としてはアシ・パルマンティエもある。

## 概要
現在のレシピでは牛のミートソースとマッシュポテトを重ね、チーズを振って焼くのが主流である。

## 歴史と語源
料理名の「パルマンティエ」はジャガイモを用いた料理に付けられる名称で、18世紀後半にフランスにジャガイモを食物として普及させることに貢献した薬剤師、農学者、栄養学者のアントワーヌ＝オーギュスタン・パルマンティエにちなむ。
アッシは「細かくきざんだもの」を意味し、みじん切りや挽き肉の意となる。

## シェパーズ・パイとの違い
イギリス料理のシェパーズパイのフランス版と考えられることも多いが、アッシ・パルマンティエは元々は挽肉ではなく煮込み肉やロースト肉の残りを再利用した料理であったことが最大の違いとなる。
今日の英英辞典などでは、シェパーズパイ（コテージパイ）とアッシ・パルマンティエとは同義語とされている。